# Далдабай
Далдабай (каз. Далдабай, до 1997 г. — Актив) — село в Жалагашском районе Кызылординской области Казахстана. Входит в состав Каракеткенского сельского округа. Код КАТО — 433645300.

## Население
В 1999 году население села составляло 406 человек (205 мужчин и 201 женщина). По данным переписи 2009 года, в селе проживал 391 человек (206 мужчин и 185 женщин).